# 格雷济扬
格雷济扬（法語：Grézian，法語發音：[ɡʁezjɑ̃]）是法国上比利牛斯省的一个市镇，位于该省东南部，属于巴涅尔德比戈尔区。

## 地理
格雷济扬（42°52'8"N, 0°21'1"E）面积1.98 平方千米，位于法国奧克西塔尼大區上比利牛斯省，该省份为法国西南部内陆省份，北至热尔省，西接大西洋比利牛斯省，南与西班牙接壤，东临上加龙省。
与格雷济扬接壤的市镇（或旧市镇、城区）包括：卡代阿克、昂西藏、巴聚奥尔、古奥、朗松。

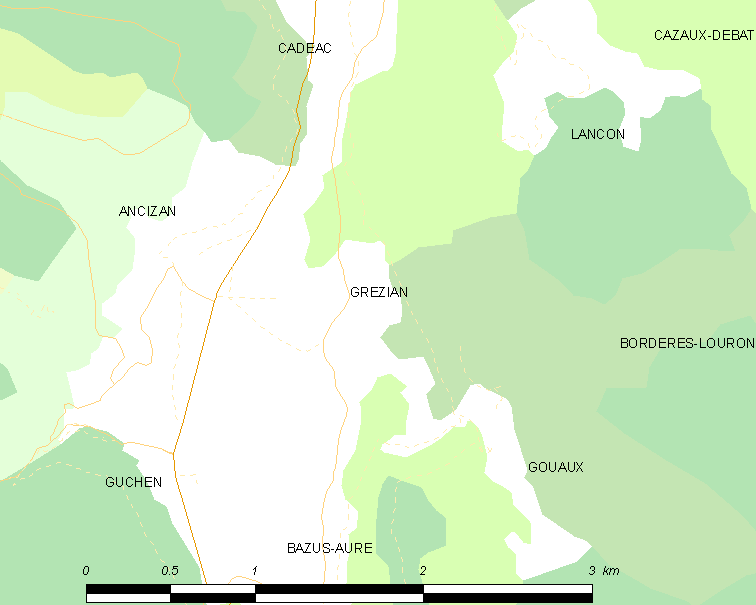
格雷济扬的OSM定位图

格雷济扬的时区为UTC+01:00、UTC+02:00（夏令时）。

## 行政
格雷济扬的邮政编码为65240，INSEE市镇编码为65209。

## 政治
格雷济扬所属的省级选区为内斯特-欧尔-卢龙县。

## 人口

1962-2008年间格雷济扬人口变化图示

格雷济扬于2022年1月1日时的人口数量为82人。